# Gare de Mothern
La gare de Mothern est une gare ferroviaire française de la ligne de Strasbourg à Lauterbourg située sur le territoire de la commune de Mothern dans la collectivité européenne d'Alsace, en région Grand Est.
Elle est mise en service en 1876, pendant l'annexion allemande, par la Direction générale impériale des chemins de fer d'Alsace-Lorraine. 
C'est une halte voyageurs de la Société nationale des chemins de fer français (SNCF) du réseau TER Grand Est, desservie par des trains express régionaux.

## Situation ferroviaire
Établie à  114 mètres d'altitude, la gare de Mothern est située au point kilométrique (PK) 51,584 de la ligne de Strasbourg à Lauterbourg, entre les gares de Munchhausen et de Lauterbourg.

## Histoire
La ligne de Strasbourg à Lauterbourg, qui traverse la commune, est construite par la Direction générale impériale des chemins de fer d'Alsace-Lorraine qui la met en service le 25 juillet 1876. La gare de Mothern est mise en service avec la ligne.
En mars 2013, la fréquentation en voyageurs de la gare est de 45 montants et 42 descendus des trains.

## Fréquentation
De 2015 à 2023, selon les estimations de la SNCF, la fréquentation annuelle de la gare s'élève aux nombres indiqués dans le tableau ci-dessous.
| Année     | 2015  | 2016  | 2017  | 2018  | 2019  | 2020  | 2021  | 2022  | 2023  |
| --------- | ----- | ----- | ----- | ----- | ----- | ----- | ----- | ----- | ----- |
| Voyageurs | 4 910 | 3 894 | 3 462 | 3 323 | 4 919 | 2 617 | 3 201 | 5 002 | 4 999 |

## Service des voyageurs

### Accueil
Halte SNCF, c'est un point d'arrêt non géré (PANG) à accès libre. Elle dispose de deux quais avec abri.

### Desserte
Mothern est une halte voyageurs du réseau TER Grand Est, desservie par des trains express régionaux de la relation : Strasbourg-Ville - Lauterbourg.

### Intermodalité
Un parc pour les vélos et un parking pour les véhicules y sont aménagés.

## Patrimoine ferroviaire
Le bâtiment voyageurs, désaffecté, est devenu une habitation privée. Bâtiment type de la construction de la ligne, il comporte un corps principal à trois ouvertures (côté quai) avec un étage et comble, desservis par une tour servant de cage d'escalier et de support à l'horloge de la gare, avec une aile dans son prolongement qui servait originellement aux marchandises. La façade en pierre avec des liserés de briques colorées a été recouverte d'enduit dans les années 2010.